# Budrio
Budrio (emilián nyelven Bûdri) település Olaszországban, Emilia-Romagna régióban, Bologna megyében. Lakosainak száma 18 226 fő (2023. január 1.). Budrio Baricella, Castenaso, Granarolo dell’Emilia, Medicina, Minerbio, Molinella és Ozzano dell’Emilia községekkel határos. Gyula város testvérvárosa.

## Népesség
A település népességének változása:
| Lakosok száma | 16 167 | 18 440 | 18 226 |
|               | 2004   | 2018   | 2023   |

## Képek

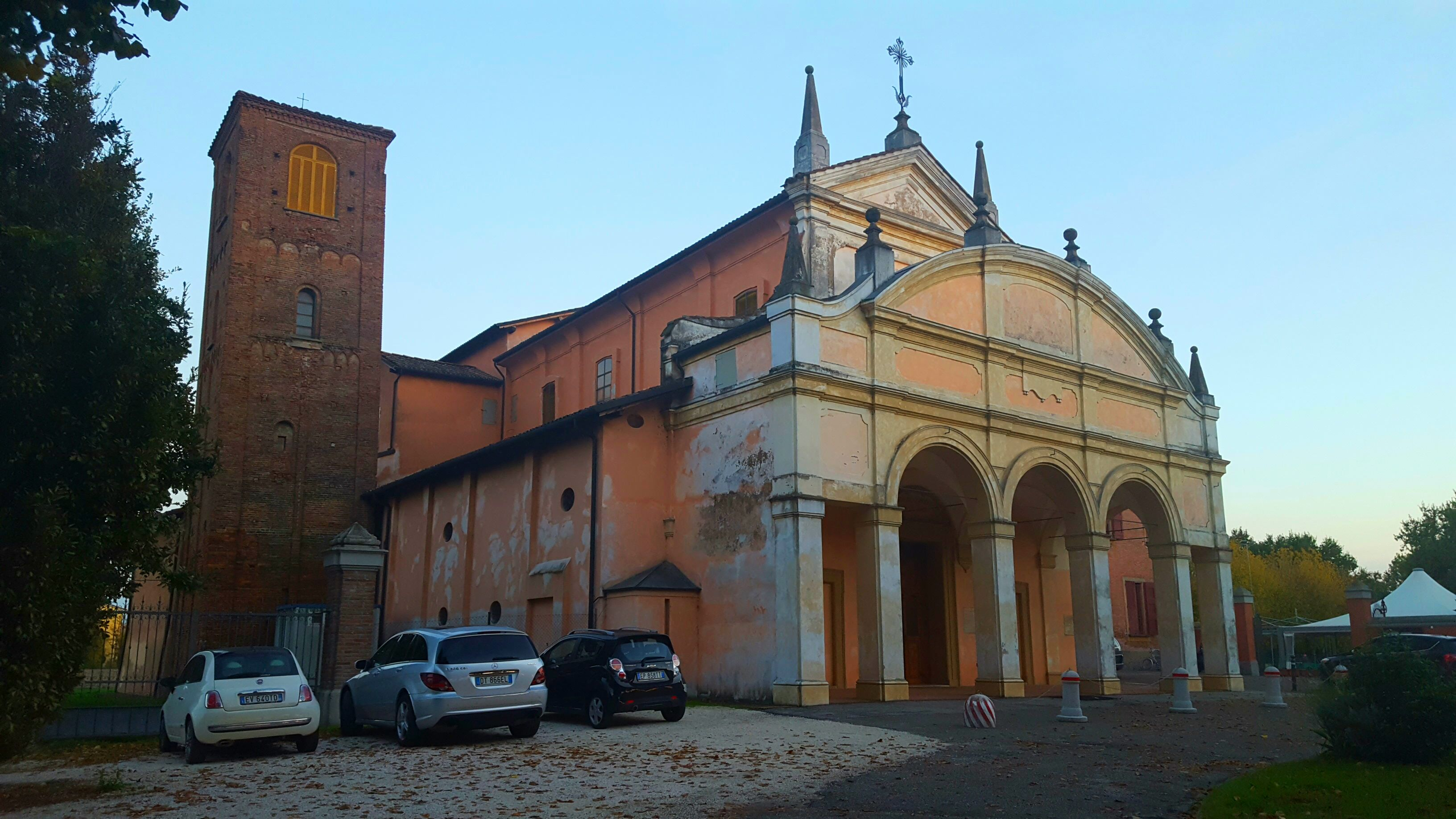
Pieve Di Budrio
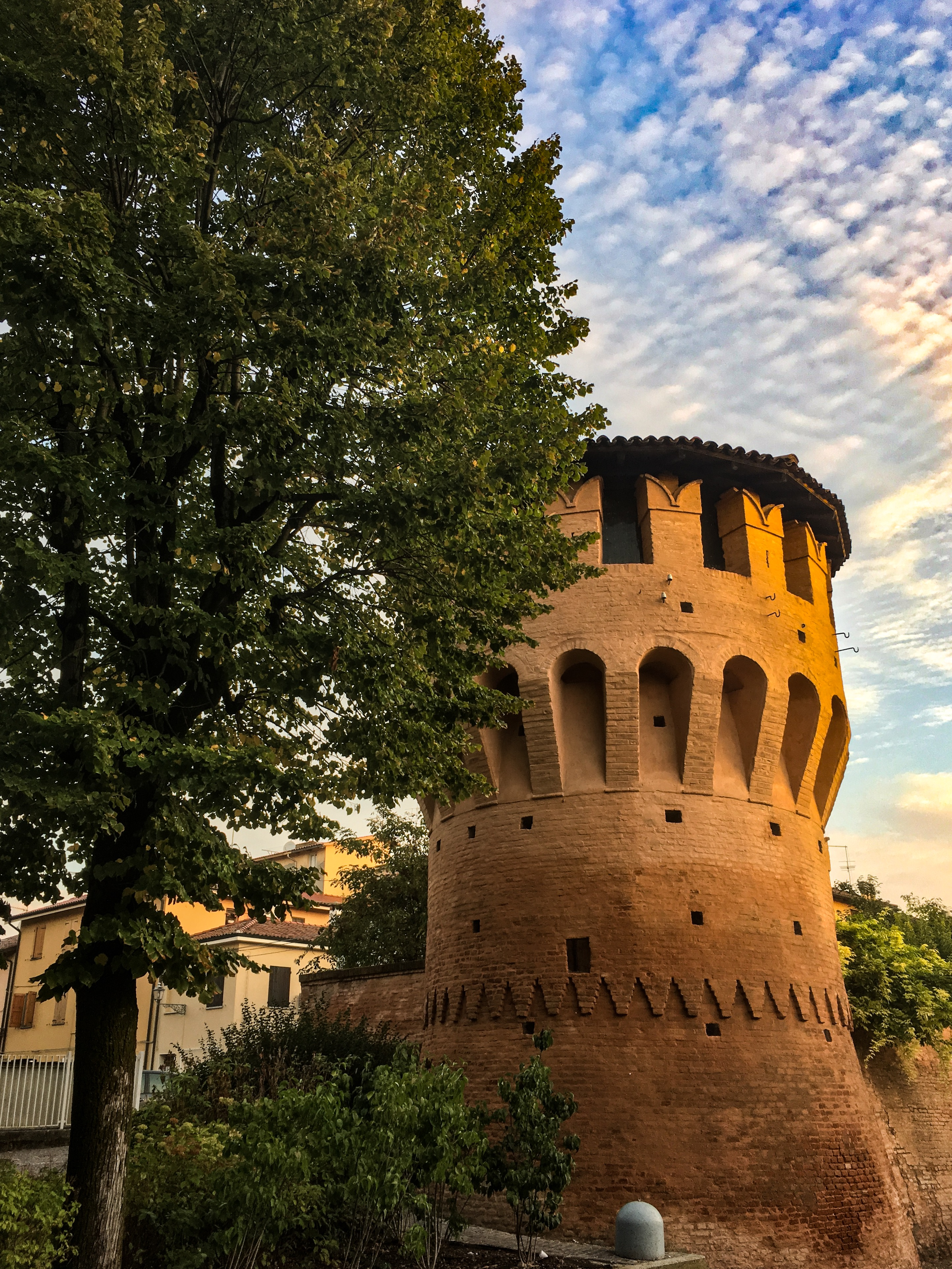
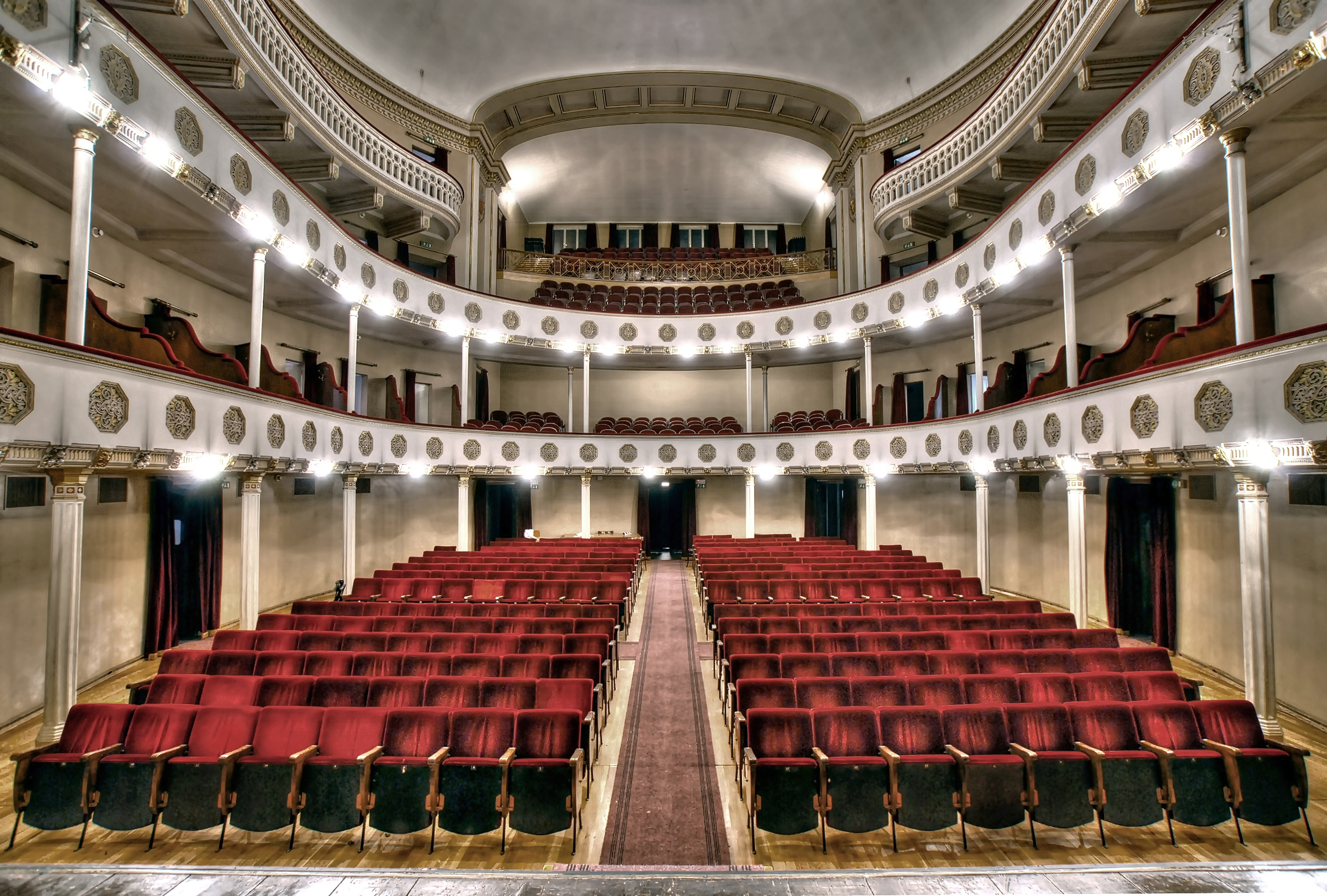
A színház
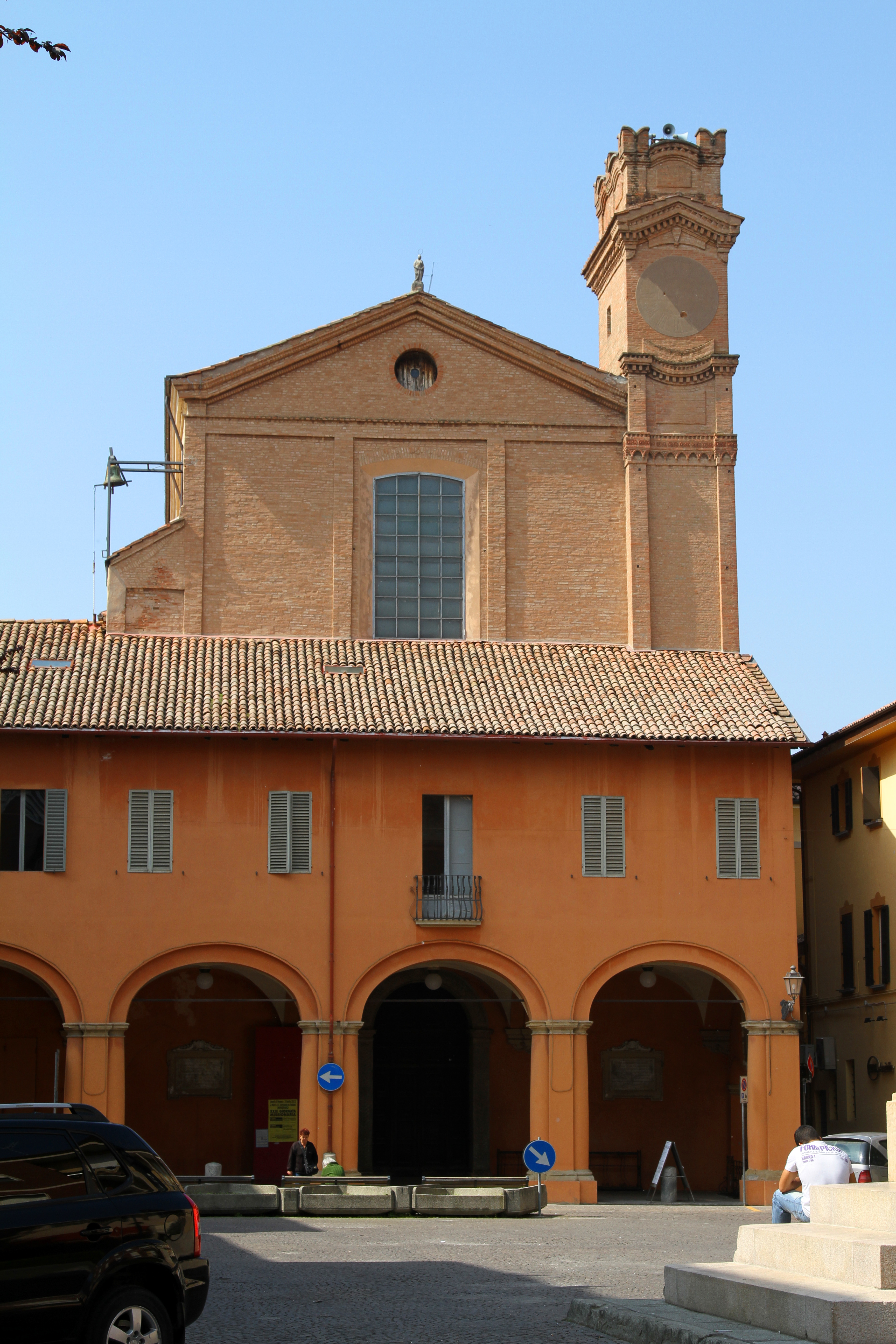
San Lorenzo
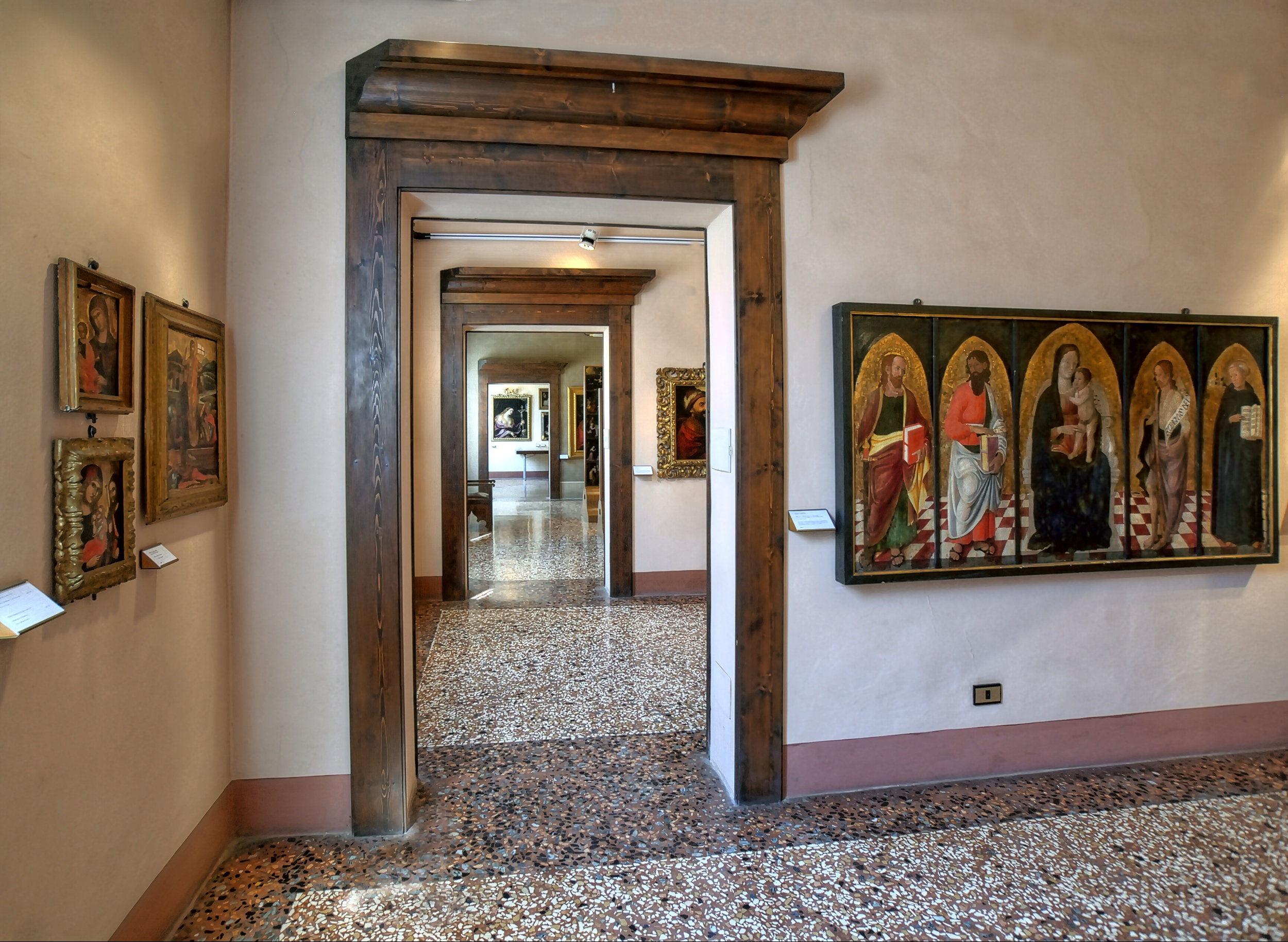
Domenico Inzaghi